# Octoglossa femoralis
Octoglossa femoralis là một loài bọ cánh cứng trong họ Ptilodactylidae. Loài này được Guérin-Ménéville miêu tả khoa học năm 1843.